# Margareta Srebotnjak Borsellino
Margareta Srebotnjak Borsellino, slovenska političarka, * 11. avgust 1960.
Med 15. junijem in 1. novembrom 2000 je bila državna sekretarka Republike Slovenije na Ministrstvu za okolje, prostor in energijo Republike Slovenije.